# Дюркгейм, Эмиль
Давид Эмиль Дюркгейм (фр. David Émile Durkheim; 15 апреля 1858 — 15 ноября 1917) — французский социолог и философ, основатель французской социологической школы и предшественник структурно-функционального анализа. Наряду с Огюстом Контом, Карлом Марксом и Максом Вебером считается основоположником социологии как самостоятельной науки.
Социальная интеграция в условиях модерна, лишённого традиционных и религиозных связей, представляли главный исследовательский интерес Дюркгейма. Первый крупный труд социолога, «О разделении общественного труда», увидел свет в 1893 году, а через два года он опубликовал свои «Правила социологического метода». Тогда же он стал первым профессором социологии первого во Франции социологического факультета. В 1897 году он представил монографию «Самоубийство», где провёл сравнительный анализ статистики самоубийств в католических и протестантских обществах. Данная работа, положившая начало современным социологическим исследованиям, позволила окончательно отделить социологию от психологии и социальной философии. В 1898 году Дюркгейм учредил журнал L’Année Sociologique («Социологический ежегодник»). Наконец, в книге 1912 года «Элементарные формы религиозной жизни» Дюркгейм представил свою теорию религии, основанную на сопоставлении общественной и культурной жизни аборигенов и современников.
Дюркгейм желал видеть социологию широко признанной, полноценной научной областью. Он переработал созданный Контом позитивистский подход и предложил свою методологическую систему, своего рода эпистемологический реализм. Другим предметом его популяризации стал гипотетико-дедуктивный метод. В понимании Дюркгейма социология представала наукой об институтах в широком смысле, то есть об «убеждениях и способах поведения, установленных коллективно». Целью социологии он видел изучение структурных социальных фактов. Дюркгейм был предшественником структурного функционализма как в социологии, так и в антропологии.
До самой смерти, настигшей учёного в 1917 году, Дюркгейм оставался одной из центральных фигур французской интеллектуальной жизни. Он стал автором многочисленных лекций и публикаций, посвящённых проблемам социологии знания, образования, религии, права, а также вопросам морали, социальной стратификации и девиантного поведения. Дюркгейм ввёл в научный оборот ряд популярных ныне терминов, в частности, «коллективное сознание».

## Биография

### Детство. Образование
Дюркгейм родился в лотарингском Эпинале в религиозной еврейской семье. Его отец, дед и прадед служили раввинами. В раввинской школе начинал учиться и сам Эмиль, однако в довольно раннем возрасте он отказался следовать семейной традиции и перешёл в другую школу. Дальнейшая его жизнь была полностью светской, и в своих трудах Дюркгейм неоднократно показывал, что феномен религии был в большей степени определён социальными факторами. Тем не менее, социолог сохранил связи как со своей семьёй, так и с еврейским сообществом. Многие соавторы и студенты исследователя происходили именно из этой среды, причём некоторые находились с Дюркгеймом в родственных отношениях. Известный социоантрополог Марсель Мосс приходился Дюркгейму племянником.
Несмотря на скорое развитие, Дюркгейм стал студентом Высшей нормальной школы лишь с третьей попытки, в 1879 году. Как оказалось, курс Дюркгейма стал одним из самых талантливых в XIX веке. Многие его товарищи, в том числе Жан Жорес и Анри Бергсон, впоследствии заняли центральное место во французской интеллектуальной среде. Университетским руководителем Дюркгейма был Нюма-Дени Фюстель де Куланж, историк и сторонник общественно-научной методологии. Диссертация Дюркгейма, написанная на латыни, была посвящена творчеству Монтескьё. В студенческие годы Дюркгейм знакомился с исследованиями Огюста Конта и Герберта Спенсера, благодаря чему приобрёл интерес к научным методам в изучении общества. Вместе с тем французская система образования того времени не предлагала каких-либо курсов, посвящённых наукам об обществе. Гуманитарный подход не заинтересовал Дюркгейма, переключившего своё внимание с психологии и философии на этику и, впоследствии, на социологию. В 1882 году, будучи предпоследним студентом в классе, Дюркгейм сдал экзамены и получил право преподавать.
Реалии того исторического периода не позволяли человеку со взглядами Дюркгейма занять академическую должность в Париже. С 1882 по 1885 год он преподавал философию в ряде провинциальных школ. В 1885 году он принял решение о переезде в Германию, где два года изучал социологию в университетах Марбурга, Берлина и Лейпцига. В нескольких эссе Дюркгейм писал, что в Лейпциге он осознал ценность эмпирического подхода и его языка конкретных, сложных вещей, сильно контрастирующих с абстрактными и простыми идеями картезианского метода. К 1886 году Дюркгейм завершил работу над черновиком работы «О разделении общественного труда», которая стала частью его докторской диссертации. В те годы его усилия были направлены на создание социологии как науки.

### Академическая карьера

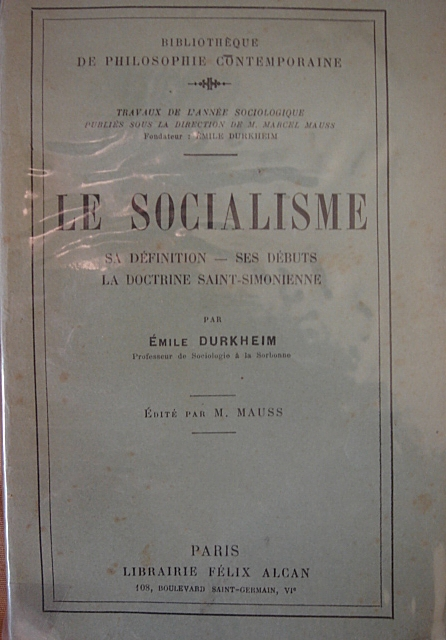
Сборник курсов Дюркгейма об истоках социализма (1896). Редактором и издателем (1928) выступил племянник учёного, Марсель Мосс

Германский период жизни Дюркгейма отмечен написанием многочисленных статей о немецкой общественной науке и философии. Особое впечатление на него произвели работы Вильгельма Вундта. Статьи Дюркгейма получили признание во Франции, и в 1887 году он получил преподавательскую должность в университете Бордо, где приступил к работе с первым в истории города общественно-научным курсом. В частности, Дюркгейм впервые во Франции прочитал курс лекций по социологии. Работа учёного на преимущественно гуманитарном факультете стала символом признания общественных наук в качестве значимой области знания. Находясь в должности, Дюркгейм способствовал реформированию всей французской системы высшего образования. Тем не менее, его мнение о социальной детерминированности религии сделало его объектом многих критических заявлений.
В 1887 году Дюркгейм женился на Луизе Дрейфус, родившей ему впоследствии двух детей — Мари и Андре.
В 1890-х годах учёный был весьма продуктивен. В 1892 году он опубликовал диссертацию «О разделении общественного труда», фундаментальный труд о природе общества и его развитии. Его интерес к социальным феноменам подогревался актуальными политическими событиями. Поражение Франции в войне с Пруссией привело к падению режима Наполеона III и последующему становлению Третьей республики. Это, в свою очередь, привело к негативной реакции в отношении нового и светского республиканского правления, так как многие граждане считали решительный националистический подход ключом к реставрации угасавшей французской мощи. Дюркгейм, еврей и последовательный сторонник республики, симпатизировавший левой идеологии, оказался в политическом меньшинстве. Этот факт в совокупности с делом Дрейфуса 1894 года пробудил политическую энергию Дюркгейма.
В 1895 году из-под пера Дюркгейма вышла работа «Правила социологического метода», своего рода манифест социологической науки с указанием её нынешнего и должного состояний. В том же году Дюркгейм основал в Бордо первый европейский факультет социологии. Спустя три года он создал первый в стране журнал об общественных науках, L'Année Sociologique («Социологический ежегодник»). В издании публиковались работы растущего числа посвящённых в тематику студентов, а также рецензии Дюркгейма на немецкие, английские и итальянские статьи. В 1897 году вышла книга «Суицид», ставшая образцом того, какой может быть монография в области социологии.
Парижские учёные долго отказывались принять «социологический империализм» и включить общественные науки в свои учебные планы. К 1902 году Дюркгейм, наконец, получил значимую должность в столице, став преподавателем педагогики в Сорбонне. В 1906 году он стал полным профессором, а в 1913 году в названии его профессорской должности появилось упоминание и о социологии. Формально французские университеты выпускали учителей средней школы, поэтому подобная должность давала ему существенное влияние: его лекции были единственным обязательным курсом для всех студентов. Параллельно Дюркгейм работал советником при министерстве образования. В 1912 году увидела свет его последняя крупная работа, «Элементарные формы религиозной жизни».

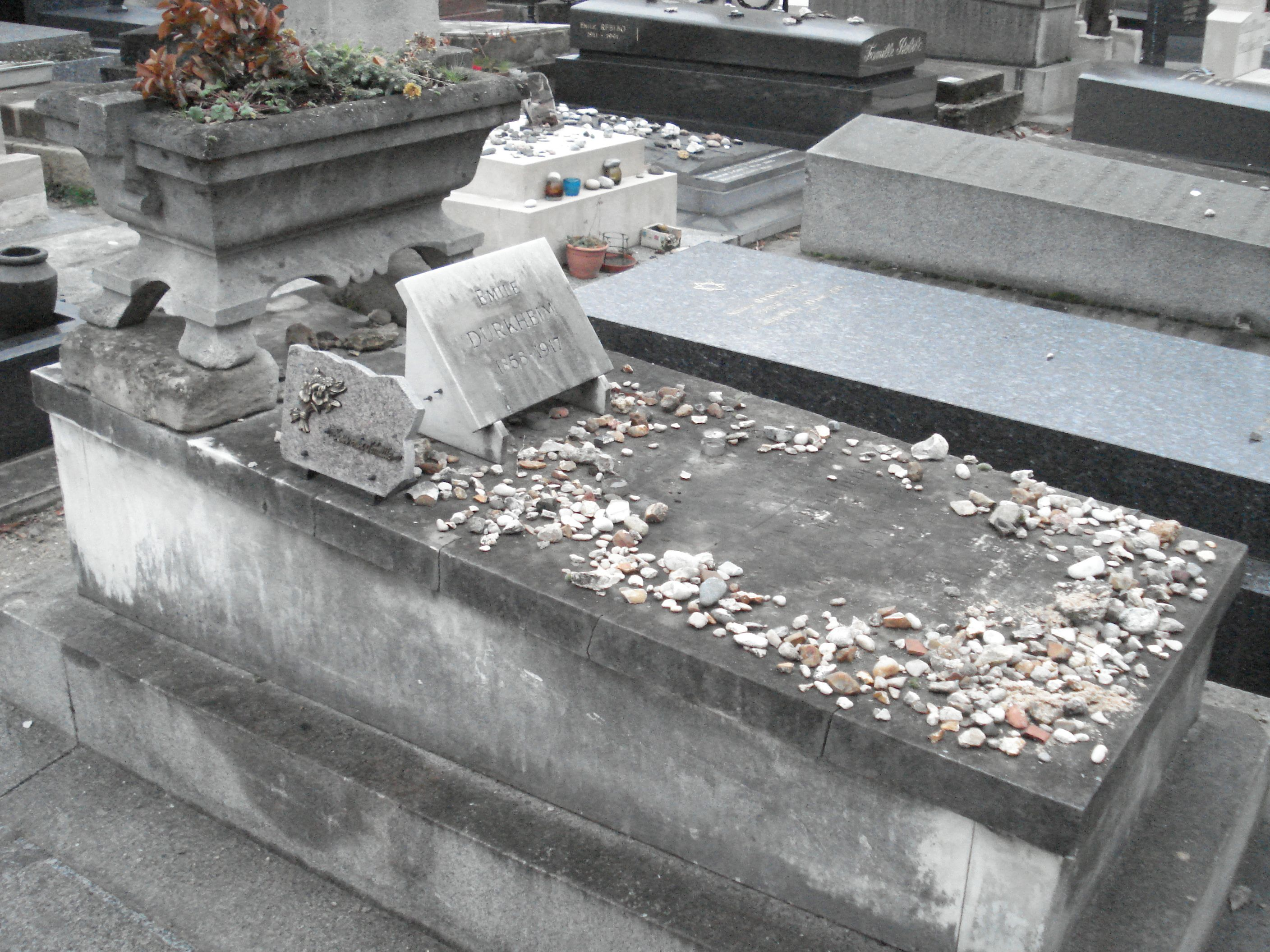
Могила Дюркгейма на кладбище Монпарнас

Начало Первой мировой войны трагически сказалось на судьбе учёного. Его левые взгляды всегда сочетались с патриотизмом, но не с интернационализмом, Дюркгейм жил светской, рациональной жизнью француза. В результате войны и неизбежного появления националистической пропаганды, придерживаться данной точки зрения, всегда полной нюансов, стало весьма сложно. Дюркгейм всеми силами стремился помочь своей стране в сложный период, не желая в то же время ниспадать до примитивных правых настроений. Кроме того, еврейское происхождение социолога всегда было достоянием общественности, что и сделало его мишенью французских правых. Многие студенты Дюркгейма, призванные защитить страну, погибли на полях сражений. Наконец, в декабре 1915 года погиб Андре, сын учёного. Дюркгейм не оправился от потери, был эмоционально опустошён и скончался в 1917 году от инсульта. Он был похоронен на кладбище Монпарнас в Париже.

## Социология Дюркгейма
На протяжении своей научной карьеры Дюркгейм стремился претворить в жизнь три основные цели. Прежде всего, он желал видеть социологию полноценной академической дисциплиной. Во-вторых, Дюркгейм пытался проанализировать то, как общества поддерживают свою сплочённость и слаженность в условиях модерна, когда религиозные и этнические факторы уже не способны служить связующим звеном человеческого общежития. Исследуя социальную интеграцию, Дюркгейм писал о праве, религии, образовании и иных институтах. Третий интерес социолога был связан с прикладными формами научного знания.

### Внешние влияния
В годы студенчества на Дюркгейма оказали влияния два неокантианца, Шарль Ренувье и Эмиль Бутру. Дюркгейм заимствовал у них такие принципы, как рационализм, научный подход к исследованию нравственности, антиутилитаризм и принцип светского образования. На методологию Дюркгейма повлиял Нюма-Дени Фюстель де Куланж, последователь научного метода.
В качестве одного из фундаментальных влияний Дюркгейм воспринял социологический позитивизм Огюста Конта, искавшего способы применения метода естественных наук в областях знания, связанных с обществом. Согласно Конту, подлинная общественная наука должна быть сосредоточена на изучении фактов и индуктивном выведении научных законов на основании взаимосвязей между этими фактами. Дюркгейм разделял взгляды позитивистов по многим вопросам. Во-первых, он также рассматривал факты в качестве основы социальных исследований. Во-вторых, он, подобно Конту, считал научный метод единственным ключом к получению объективного знания об обществе. В-третьих, он, как и Конт, верил, что социальные области знаний смогут стать полноценными науками лишь тогда, когда они будут освобождены от метафизических абстракций и философских домыслов. Вместе с тем Дюркгейм считал, что взгляды Конта были слишком философичными.
Другой школой, повлиявшей на методологию Дюркгейма, стал социальный реализм. В отличие от эмпиризма и позитивизма, реализм основан на идее существования некоторых состояний действительности, не зависящих от восприятия их индивидом. Эмпиристы, в частности Дэвид Юм, утверждали, что вся окружающая человека реальность есть лишь плод его чувственного восприятия. Следовательно, реальность не обладает внутренней каузальной силой и не существует вне нашего восприятия. Позитивизм Конта допускал возможность выведения научных законов из эмпирических наблюдений. Несмотря на то, что Дюркгейм никогда явно не говорил о приверженности реализму, он использовал этот подход для того, чтобы продемонстрировать наличие социальных реалий вне индивида — реалий, выраженных в форме объективных общественных отношений. Он считал, что социология способна не только установить «очевидные» законы, но и раскрыть «врождённую природу» общества.
Учёные спорят о роли еврейской мысли в формировании методологической парадигмы Дюркгейма. Некоторые из них утверждают, что труды учёного представляют образец секулярной еврейской мысли. Другие же считают, что доказать наличие определённого влияния крайне сложно или невозможно вовсе.

### Формирование социологии
Дюркгейм стал автором многих программных тезисов о содержании и приложениях социологической науки. Желая видеть социологию одной из общепризнанных наук, Дюркгейм писал:
Социология в то же время не является вспомогательной для любой другой науки; она сама есть отдельная и независимая наука.
Эмиль Дюркгейм
Говоря об объекте и методологии новой науки, Дюркгейм утверждал:
В каждом обществе есть определённая группа феноменов, которые можно отличить от… тех, что изучаются другими естественными науками.
Эмиль Дюркгейм
Фундаментальной целью социологии он видел открытие структурных «социальных фактов».
Создание социологии как академической дисциплины считается одним из главных элементов интеллектуального наследия Дюркгейма. Его работы повлияли на формирование такого социологического течения, как структурализм или структурный функционализм. К учёным, испытавшим влияние Дюркгейма, относят Марселя Мосса, Мориса Хальбвакса, Селестена Бугле, Альфреда Радклиффа-Брауна, Толкотта Парсонса, Роберта Кинга Мертона, Жана Пиаже, Клода Леви-Стросса, Фердинанда де Соссюра, Мишеля Фуко, Клиффорда Гирца, Питера Бергера, Роберта Беллу, Зию Гёкальпа и других.

### Методология

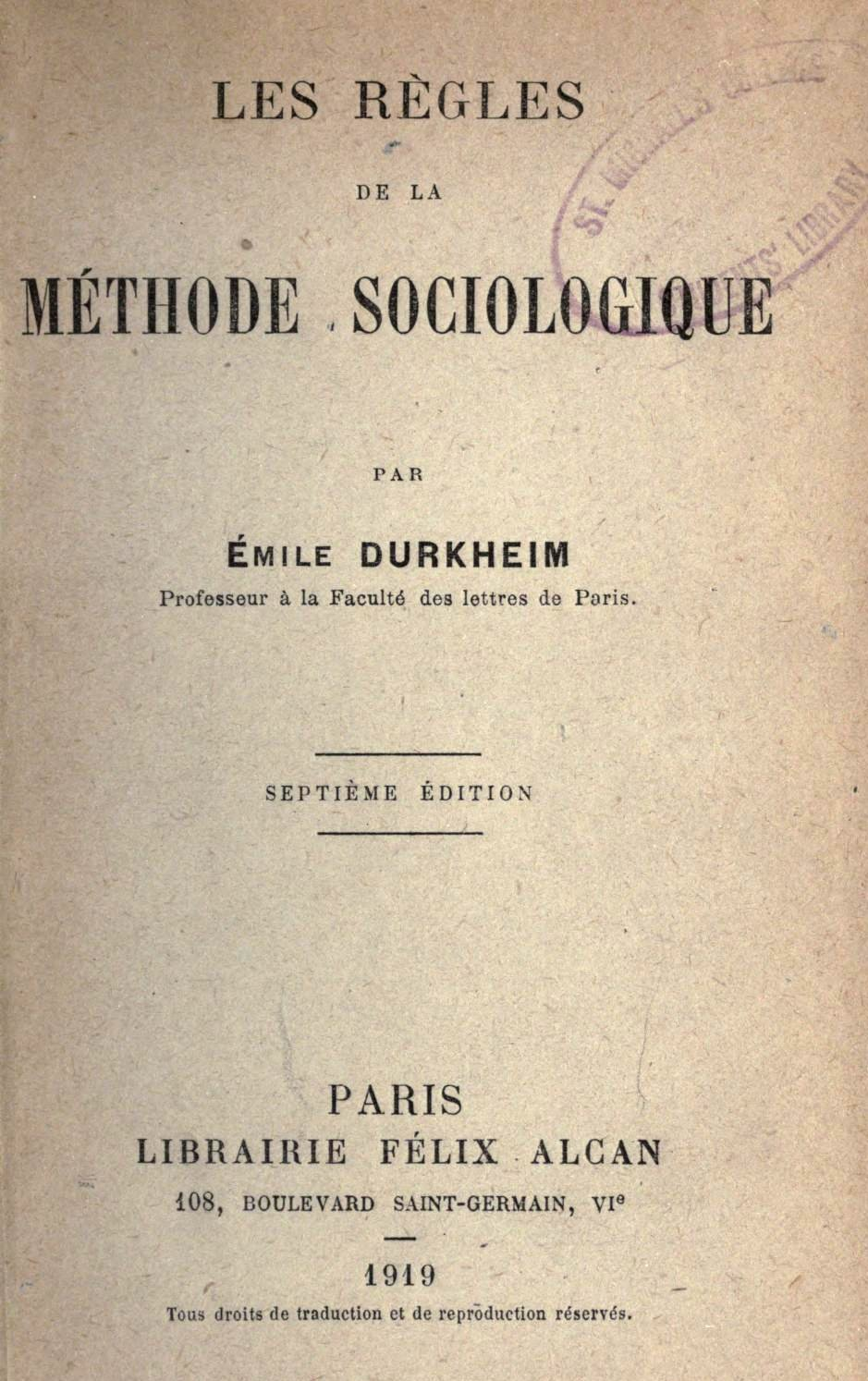
Обложка французского издания «Правил социологического метода» (1919)

В книге «Метод социологии», вышедшей в 1895 году, Дюркгейм обозначил своей целью создание научного метода для социологии. Один из вопросов, поднятых в книге, касается объективности социолога: как может исследователь рассчитывать на достоверность данных, если состояние изучаемого объекта зависит от его воздействия? Согласно Дюркгейму, наблюдение должно быть в наивысшей мере беспристрастным и безличным, при этом полная объективность в этом смысле недостижима. Социальный факт должен всегда рассматриваться в системе взаимосвязей с другими социальными фактами, вне зависимости от личности исследователя. Таким образом, социолог должен отдавать преимущество компаративным методам исследования, а не рассмотрению отдельных независимых фактов.
Отмечается, что Дюркгейм мало путешествовал и никогда не участвовал в полевых исследованиях, причём часть авторов пишет об этом с явным сожалением, в то время как других социологов этот факт восхищает. В то же время чисто теоретический характер носила деятельность многих французских учёных, а также известного британского антрополога Джеймса Джорджа Фрэзера. В своих работах об австралийских аборигенах и жителях североамериканских арктических регионов Дюркгейм полагался на данные, собранные другими антропологами, путешественниками и миссионерами.
Впрочем, концентрация Дюркгейма на теоретической работе никоим образом не свидетельствует об игнорировании им реального. Он не стремился к рискованным догматическим обобщениям, сделанным без учёта эмпирических наблюдений, но в то же время считал, что практика исследований далеко не всегда проливает свет на природу вещей. Он считал, что факты не имеют смысла до тех пор, пока они не классифицируются, а на их основании не выводятся законы. Дюркгейм неоднократно говорил, что источником знания о конкретной реалии служит объяснение, построенное на её внутренней природе, но не внешнее наблюдение за ней. Применяя этот подход, Дюркгейм сформулировал концепции сакрального и тотемного точно так, как Маркс создал концепцию класса.
Дюркгейм пытался создать один из первых точных методов для исследования социальных феноменов. Наряду с Гербертом Спенсером, Дюркгейм стал одним из первых исследователей, объяснивших существование и свойства различных частей общества в связи с теми функциями, которые они каждодневно исполняют. Учёный соглашался с органической аналогией, сопоставлявшей общество и живой организм, на основании чего Дюркгейм считается одним из предвестников структурного функционализма. Дюркгейм настаивал на идее холизма, утверждая, что общество представляет собой величину большую, чем сумма его частей.
В отличие от современников, сторонников методологического индивидуализма Фердинанда Тённиса и Макса Вебера, Дюркгейм концентрировал внимание не на мотивациях действий индивидов, но на изучении социальных фактов.

### Социальные факты
Социальный факт есть всякий образ действия, фиксированный или нет, но способный накладывать на индивида внешнее ограничение; или же всякий образ действия, общий для всего данного общества, но в то же время существующий в своём собственном праве независимо от его отдельных проявлений.
Эмиль Дюркгейм, «Правила социологического метода»
Ядром исследований Дюркгейма выступали социальные факты, понятие, введённое им для описания явлений, которые существуют сами по себе, не зависят от действий индивидов, однако оказывают на них принудительное воздействие. Подобное воздействие может выражаться формально в виде правового регулирования или посредством неформальных, религиозных или семейных норм. По мнению учёного, социальные факты в некотором смысле более объективны, чем действия составляющих общество индивидов. Наблюдаемые социальные феномены можно объяснить только с помощью социальных фактов. В отличие от фактов, изучаемых естественными науками, «социальные» факты принадлежат особой категории явлений:
Определяющую причину социального факта необходимо искать среди предшествующих социальных фактов, но не среди состояний индивидуального сознания.
Эмиль Дюркгейм, «Правила социологического метода»
Подобные социальные факты наделены принуждающей силой, благодаря чему они могут контролировать личное поведение. Согласно Дюркгейму, эти явления нельзя редуцировать к биологическим или физиологическим основаниям. Социальные факты могут выступать как в материальной, так и в нематериальной форме, представляя собой физические объекты или смыслы, настроения и иные проявления соответственно. Нематериальные факты нельзя видеть или осязать, но они находятся вовне индивида и обладают силой принуждения, становясь тем самым реальными и приобретая фактичность. В то же время некоторые нематериальные факты могут быть связаны с теми или иными физическими объектами. Например, физический объект «флаг» представляет ряд нематериальных социальных фактов: «значение флага», «важность флага» и т. д.
Даже такие индивидуальные и субъективные явления, как любовь, свобода или самоубийство, Дюркгейм рассматривал в качестве объективных социальных фактов. Составляющие общество индивиды, считал он, напрямую не вызывают к жизни такой факт, как суицид: самоубийство присутствует в обществе как независимый социальный факт, обусловленный другими социальными фактами, например, правилами поведения или принадлежностью к группе. Даже если человек «покидает» общество, оно по-прежнему будет содержать такой факт, как суицид. Этот факт невозможно устранить, и он обладает коэрцитивной силой, такой же как физическая гравитация. В этом свете задачи социологии состоят в обнаружении качеств и характеристик подобных социальных фактов, которые можно найти с помощью количественных или экспериментальных методов. В частности, Дюркгейм часто полагался на методы статистики.

### Общество, коллективное сознание и культура

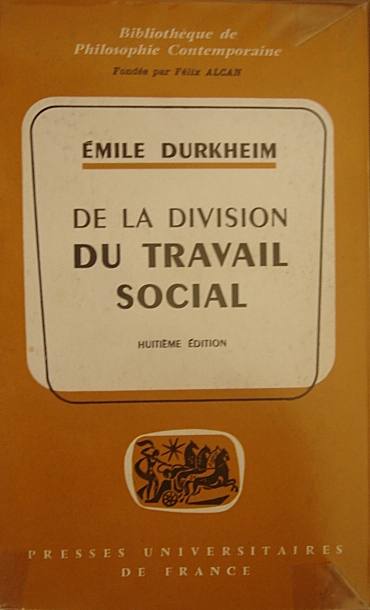
Обложка французского издания книги «О разделении общественного труда»

Рассматривая общество в целом, Дюркгейм воспринимал его как множество социальных фактов. Вопросы «как создаётся общество?» и «что удерживает общество в единстве?» интересовали его больше, чем вопрос «что есть общество?». В книге «О разделении общественного труда» он попытался найти то, что обеспечивает целостность социума. Учёный предположил, что люди по своей природе эгоистичны, однако нормы, убеждения и ценности, то есть то, что составляет коллективное сознание, формируют моральную основу общества, которая и обеспечивает социальную интеграцию. Коллективное сознание, таким образом, имеет ключевое, жизнеобеспечивающее значение для социума. Коллективное сознание «создаёт» общество и удерживает его в состоянии единства, и в то же время само коллективное сознание создаётся посредством взаимодействий индивидов. С помощью него люди воспринимают других в качестве социальных существ, а не простых животных.
Совокупность убеждений и настроений, знакомых рядовым членам общества, формирует детерминированную систему, живущую собственной жизнью. Её можно назвать коллективным или общим сознанием.
Эмиль Дюркгейм
Эмоциональный компонент коллективного сознания замещает собой эгоизм. Так как человек эмоционально привязан к культуре, он поступает социально, поскольку признаёт подобный способ действия ответственным и нравственным. Ключом к формированию общества являются общественные отношения, и, по мнению Дюркгейма, люди, находясь в группе, будут неизбежно поступать таким образом, который приведёт к формированию общества.
Представляет важность и другой ключевой социальный факт — культура. Взаимодействуя, группы создают собственную культуру и связывают с ней сильные эмоции. Дюркгейм стал одним из первых учёных, рассмотревших проблему культуры столь тщательно. Его интересовали вопросы культурного разнообразия, а также причины, по которым разнообразие не уничтожает общество. Социолог считал, что разрушительная сила разнообразия подавляется большей, более распространённой и более общей культурной системой и законом.
Используя социоэволюционный подход, Дюркгейм описал эволюцию общества как движение от механической к органической солидарности, возникающей как продукт взаимной потребности. Когда общества приобретают более высокую степень сложности и переходят к органической солидарности, разделение труда противодействует и заменяет собой коллективное сознание. В простых обществах люди связаны личными отношениями и традициями, в то время как в современных больших обществах индивиды всё больше опираются друг на друга, выполняя всё более специализированные задания. В условиях механической солидарности люди самодостаточны, уровень интеграции остаётся незначительным, и поэтому для поддержания целостности общества необходимо применение силы. Кроме того, в простых обществах человек обладает существенно меньшим набором жизненных путей. При органической солидарности люди гораздо сильнее интегрированы и взаимозависимы, а специализация и кооперация принимают широкий оборот. Переход от механической к органической солидарности основывается на ряде факторов: в первую очередь, это рост численности населения и повышение плотности населения, во-вторых, это повышающаяся «моральная плотность», то есть развитие общественных отношений, и, в-третьих, это углубление специализации труда. Одним из критериев, отличающих механические и органические общества, является функция закона. В механическом обществе на первый план выходит его карательный аспект, а основная цель выражается в поддержании сплочённости сообщества — часто благодаря проведению публичных и предельно жестоких наказаний. В рамках органического общества закон, сосредоточенный скорее на индивидах, чем на сообществе, призван восстановить нанесённый ущерб.
Одной из главных особенностей современного, органического общества является то, что концепция индивида становится крайне важной или даже священной. Не коллектив, но индивид становится субъектом прав и обязанностей, центром общественных и личных ритуалов, удерживающих общество в состоянии целостности, — ранее эту функцию выполняла религия. Дюркгейм, желая подчеркнуть важность концепции индивида, говорил о «культе индивида» следующее:
Таким образом, между индивидом и обществом не только не существует столь часто предполагаемый антагонизм, но в действительности моральный индивидуализм, культ человеческого индивида – это творение общества. Оно установило этот культ. Именно оно сделало из человека Бога, служителем культа которого оно стало.
Эмиль Дюркгейм
Итак, ключевыми факторами эволюции обществ и наступления эпохи модерна Дюркгейм считал рост численности населения и увеличение его плотности. С увеличением числа жителей некоторой области повышается число социальных отношений, взаимодействий, и общество становится более сложным. Повышение конкуренции между растущим числом работников ведёт к дальнейшему углублению разделения труда. Со временем важность государства, закона и индивида повышается, а религия и моральная солидарность отходят на задний план.
Дюркгейм говорил о моде как о другом образце эволюции культуры, в этом случае имеющем циклический характер. Согласно учёному, мода призвана выразить различие между низшими и высшими слоями общества, при этом бедные члены общества стремятся перенять моду богатых, вынуждая их сменить старую, обесцененную моду на новую.

### Социальные патологии и преступность
Дюркгейм писал, что существует ряд патологий, способных нарушить целостность общества. Две из них — аномия и принудительное разделение труда — играют ключевую роль, другие, как, например, суицид и слабая координация, менее значимы. Под аномией Дюркгейм понимает состояние, при котором слишком быстрый рост численности населения уменьшает объём отношений и взаимодействий между различными группами, что ведёт к нарушению взаимопонимания, то есть распаду норм, ценностей и т. д. Говоря о принудительном разделении труда, социолог подразумевает ту ситуацию, когда власти, ведомые жаждой наживы, принуждают людей к тем видам деятельности, к которым они не приспособлены. Люди становятся несчастными, и их желание изменить систему может дестабилизировать общество.
В своём взгляде на преступность Дюркгейм отталкивался от общепринятых представлений. Он считал, что преступность связана с фундаментальными условиями всей общественной жизни и что она выполняет определённую социальную функцию. Преступление может свидетельствовать о необходимости изменений в обществе, а иногда и подготавливать эти изменения. Изучая суд над Сократом, он говорил, что преступление философа, а именно независимость его мысли, «оказало услугу не только человечеству, но и его стране», поскольку оно «подготовило почву для новой нравственности и веры, необходимой афинянам». В этом смысле его преступление стало «полезной прелюдией к реформам». Дюркгейм считал, что в некоторых случаях преступление ослабляет напряжение в обществе, оказывая очищающий эффект. Далее он писал, что необходимым условием прогресса является возможность выражения оригинальных качеств личности, даже если речь идёт о преступнике.

### «Суицид»
В книге «Суицид» (1897) учёный, среди прочего, исследует причины, обусловившие разницу в показателях суицида между протестантами и католиками. Он писал, что меньшее относительное количество самоубийств среди католиков объясняется более сильным социальным контролем в их сообществах. Согласно Дюркгейму, в католических обществах наблюдается нормальный уровень интеграции, в то время как общества протестантов интегрированы в меньшей степени. Дюркгейм находит причины дифференциации показателей суицида на макроуровне, рассматривая явления, характерные для всего общества в целом: объём взаимодействий между людьми, степень регламентации поведения и т. д.
Данная работа стала предметом многих академических дискуссий, и в отношении книги были сформулированы несколько критических замечаний. Во-первых, Дюркгейм воспользовался данными прошлых исследований, осуществлённых Адольфом Вагнером, Энрико Морзелли и другими учёными, которые были, как правило, более осторожными в обобщениях, чем Дюркгейм. Во-вторых, представители следующих поколений социологов обнаружили, что различия в показателях суицида между католиками и протестантами характерны лишь для немецкоговорящих регионов Европы, поэтому они, вероятно, обусловлены другими факторами. Книгу Дюркгейма критиковали как образец ошибки, «экологического заблуждения», связанного с неверным истолкованием статистических данных, когда выводы о характеристиках индивидов делаются на основании выводов о группе, которой они принадлежат. Впрочем, консенсуса о наличии в «Суициде» подобного рода ошибки нет. Более поздние авторы, в частности Берк (2006), подвергают сомнению правильность соотношения микро- и макроуровня в данной работе. Инкелес (1959), Джонсон (1965), Гиббс и другие социологи писали, что Дюркгейм намеревался объяснить суицид с социологической точки зрения, применяя холистический подход. По мнению Берка, Дюркгейм намеревался объяснить изменение показателя в различных социальных средах, самоубийство же как действие отдельного человека осталось вне предмета его исследований.
Несмотря на некоторые ограничения, книга считается классическим исследованием в области социологии и одним из первых образцов современного социального изыскания. Она повлияла на формирование социологической теории контроля. Кроме того, работа способствовала отделению социальной науки от психологии и политической философии.

### Религия
Главной работой Дюркгейма о религии стала книга «Элементарные формы религиозной жизни», в которой социолог попытался выявить социальные истоки и функции религии. Дюркгейм считал, что религия служит источником товарищества и солидарности в обществе. С другой стороны, социолог предпринял попытку определения связей между религиями разных культур и поиска общего знаменателя этих вероисповеданий. Социолог хотел понять эмпирический, социальный аспект религии, общий для всех религиозных учений и выходящий за рамки концепций духовности и Бога.
Дюркгейм определил религию так:
Религия — это единая система верований и практик, относящихся к священным, то есть к отделённым, запретным, вещам, верований и практик, объединяющих в одно нравственное сообщество, называемое Церковью, всех тех, кто им привержен.
Эмиль Дюркгейм, «Элементарные формы религиозной жизни»
В своём определении учёный избегает упоминания сверхъестественного или Бога. Дюркгейм утверждал, что концепция сверхъестественного появилась сравнительно недавно, и её появление связано с развитием науки и отделением сверхъестественного от естественного, то есть того, что невозможно объяснить рационально, от того, что поддаётся объяснению. Иными словами, согласно Дюркгейму, древние люди воспринимали весь окружающий мир как нечто сверхъестественное. С другой стороны, писал он, существуют религии, не придающие особого значения фигуре бога: например, в буддизме Четыре благородные истины более важны, чем некое божественное существо. Таким образом, Дюркгейм оставляет лишь три основные концепции:
- священное, то есть идеи, которые невозможно изложить должным образом, идеи, внушающие благоговение и заслуживающие уважения или преданности;
- верования и практики, которые способны ввести верующих в состояние коллективного возбуждения и наделить те или иные символы священным значением;
- нравственное сообщество, то есть группа людей, приверженных общей этической системе[43][75][76][77].

Особое внимание Дюркгейм уделяет концепции священного, отмечая, что она составляет стержень религии. Он определил священные предметы следующим образом:
…просто коллективные идеалы, закрепившиеся за материальными объектами… они — лишь гипостазируемая коллективная сила, то есть моральная сила; они созданы из идей и настроений, пробуждённых в нас зрелищем общества, а не из ощущений, приходящих из физического мира.
Эмиль Дюркгейм
Дюркгейм считал религию наиболее фундаментальным социальным институтом человечества, породившим все остальные социальные формы; «религия дала жизнь всему существенному в обществе». Именно религия дала человечеству сильнейшее чувство коллективного сознания. Социолог рассматривал религию как силу, возникшую в обществах охотников и собирателей, как средство, заставившее людей действовать по-новому и ощущать некую скрытую, приводящую их в движение силу. Со временем, когда эмоции получали символизированную форму, а взаимодействия приобретали ритуальный характер, религия стала более организованной, что привело к дихотомии «священное — мирское». При этом Дюркгейм считал, что религия постепенно утрачивала значение, поскольку её вытесняли наука и культ индивида.
Поэтому в религии есть нечто вечное, призванное пережить последовательность отдельных символов, в которые религиозная мысль себя облекла.
Эмиль Дюркгейм
Однако даже утрата религией своей роли не отменяла того факта, что вера заложила основы современного общества, а также взаимодействий и отношений, которыми оно регулируется. Несмотря на появление альтернативных сил, Дюркгейм считал, что сила, которая могла бы полностью заменить религию, всё ещё не была создана. Современную ему эпоху модерна он рассматривал как «период перехода и нравственной заурядности».
Социолог утверждал, что первичные человеческие категории понимания мира также имеют религиозное происхождение. Согласно Дюркгейму, религия породила большинство общественных конструкций, в том числе и большие общества. Поскольку категории создаются обществом, они являются продуктом коллективного созидания. Когда люди создают общества, они дают жизнь и категориям, но делают это неосознанно, и в результате категории предшествуют любым формам личного опыта. Таким образом Дюркгейм попытался преодолеть разрыв между пониманием категории как продукта и как предшественника человеческого опыта. Человеческое понимание мира формируется социальными фактами: например, понятие времени определяется через календарь, который, в свою очередь, был создан для упорядочивания общественных сходов и ритуалов, появление которых связано с религией. В конце концов религиозные корни можно просмотреть даже в предельно рациональных, безупречных с точки зрения логики научных изысканиях.
В рассматриваемой работе Дюркгейм коснулся и темы тотемизма, религии коренных жителей Австралии и Северной Америки. Он считал тотемизм древнейшей из существующих религиозных форм и поэтому рассчитывал проследить в нём существенные элементы, характерные для религии в целом.
И теоретическая, и эмпирическая работа Дюркгейма в области исследования религии была сильно раскритикована специалистами данной области. Наиболее суровым критиком социолога стал его современник, Арнольд ван Геннеп, знаток религии и ритуалов, в частности, традиционных австралийских. Ван Геннеп прямо заявил, что мнение Дюркгейма о примитивных людях и простых обществах «совершенно ошибочно». Он утверждал, что Дюркгейму следовало отнестись к подбору источников с большей критичностью, так как в итоге он использовал данные торговцев и священнослужителей, наивно веря в их достоверность. По мнению Ван Геннепа, Дюркгейм, располагая довольно сомнительными данными, позволял себе весьма вольные интерпретации. Ван Геннеп критиковал французского социолога и на концептуальном уровне, отметив, что Дюркгейм был склонен заключать этнографию в рамки типовых теоретических схем.
Социолог Д. Ю. Куракин пишет:
Сегодня для социологов очевидно, что в этой работе представлена одна из наиболее фундаментальных попыток построить общую социологическую теорию. Именно такова книга по своей композиции, содержанию, да и по своему конкретному влиянию на социологическую мысль. Однако если ориентироваться на заглавие и эмпирическую составляющую анализа, может показаться, что Дюркгейм пишет о первобытных религиозных формах и это и есть его конечная цель. Первые комментаторы были в значительной степени введены в заблуждение этой спецификой позиционирования книги, что хорошо иллюстрируют ранние рецензии. Но этим поверхностным недоразумением (в конце концов, если читать внимательно, ясно, что религия для Дюркгейма лишь средство, а его непреходящая дисциплинарная сверхзадача никогда не отходит на второй план) проблема далеко не исчерпывается.

## Основные сочинения
- «Элементы социологии» (1889)
- «О разделении общественного труда» (1893)
- «Правила социологического метода» (1895)
- «Самоубийство» (1897)
- «Элементарные формы религиозной жизни: тотемическая система в Австралии» (1912)
- «Воспитание и социология» (опубликовано посмертно в 1922)
- «Социология и философия» (опубликовано посмертно в 1924)
- «Эволюция педагогики во Франции» (опубликовано посмертно в 1938)

## Переводы на русский
- Дюркгейм Э., Дени Э. Кто хотел войны? = Qui a voulu la guerre ? (1914). — Петроград: Библиотека великой войны, 1915. — 93 с.
- О разделении общественного труда. — М., 1996.
- Социология. Её предмет, метод, предназначение / Пер. с фр., сост., послесл. и прим. А. Б. Гофмана. — М.: Канон, 1995. — 352 с. — (История социологии в памятниках).
- О разделении общественного труда. Метод социологии. — М., 1991.
- Самоубийство. Социологический этюд. — СПб., 1912.
- (в соавторстве с Марселем Моссом) О некоторых первобытных формах классификации. К исследованию коллективных представлений // Мосс М. Общества. Обмен. Личность. Труды по социальной антропологии. — М., 1996.
- Принципы 1789 года и социология. // Социологический ежегодник, 2012: Сб. науч. тр. / РАН. ИНИОН. Центр социал. науч.-информ. исслед. Отд. социологии и социал. психологии; Кафедра общей социологии НИУ-ВШЭ; Ред. Н. Е. Покровский, Ред.-сост. Д. В. Ефременко. — М., 2013. — С. 286—293. (Сер.: Теория и история социологии)
- Элементарные формы религиозной жизни. Тотемистическая система в Австралии. (Введение, Глава 1.) (пер. А. Б. Гофмана) // Мистика. Религия. Наука. Классики мирового религиоведения. Антология. / Пер. с англ., нем., фр., сост. и общ. ред.: А. Н. Красникова. — М., 1998. — С. 174—230. — 432 с. ISBN 5-88373-134-1 (История философии в памятниках)
- Элементарные формы религиозной жизни. Тотемическая система в Австралии. (Заключение) // Социологическое обозрение. 2018, т. 17, № 2, с. 115—121. Пер. В. Земсковой под науч. ред. Д. Ю. Куракина.
- Дюркгейм, Эмиль. Элементарные формы религиозной жизни: тотемическая система в Австралии = Les Formes élémentaires de la vie religieuse: le système totemique en Australie / пер. с франц. А. Апполонова и Т. Котельниковой; под науч. ред. А. Апполонова. — М.: Издательский дом «Дело» РАНХиГС, 2018. — 736 с. — ISBN 978-5-7749-1370-1.
- Элементарные формы религиозной жизни / пер. с франц. В. Земсковой; под науч. ред. Д. Куракина. — М.: «Элементарные формы», 2018. — 808 с. ISBN 978-5-9500244-3-6
- Правила  социологического  метода  /  Эмиль  Дюркгейм ; [перевод с французского В. Желнинова].  —  Москва  :  Издательство  АСТ,  2021.  —  384 с. — (Эксклюзивная классика)
- Дюркгейм, Э. Моральное воспитание / пер. с фр., вступ. ст., примеч. А. Б. Гофмана; Нац. исслед. ун-т «Высшая школа экономики». — М.: Изд. дом Высшей школы экономики, 2021. — 456 с. — (Социальная теория). — 1000 экз. — ISBN 978-5-7598-2530-2 (в пер.). — ISBN 978-5-7598-2409-1 (e-book)

## Комментарии
1. ↑  «beliefs and modes of behaviour instituted by the collectivity».
2. ↑  Полное название должности — «Руководитель курсов по социальным наукам и педагогике» (фр. Chargé d'un Cours de Science Sociale et de Pédagogie).
3. ↑  англ. Sociology is, then, not an auxiliary of any other science; it is itself a distinct and autonomous science.
4. ↑  англ. There is in every society a certain group of phenomena which may be differentiated from ....those studied by the other natural sciences.
5. ↑  англ. A social fact is every way of acting, fixed or not, capable of exercising on the individual an external constraint; or again, every way of acting which is general throughout a given society, while at the same time existing in its own right independent of its individual manifestations.
6. ↑  англ. The determining cause of a social fact must be sought among the antecedent social facts and not among the states of the individual consciousness.
7. ↑  англ. The totality of beliefs and sentiments common to the average members of a society forms a determinate system with a life of its own. It can be termed the collective or common consciousness.
8. ↑  Перевод с французского А. Б. Гофмана.
9. ↑  англ. A religion is a unified system of beliefs and practices relative to sacred things, i.e., things set apart and forbidden—beliefs and practices which unite in one single moral community called a Church, all those who adhere to them.
10. ↑  англ. ...simply collective ideals that have fixed themselves on material objects... they are only collective forces hypostasized, that is to say, moral forces; they are made up of the ideas and sentiments awakened in us by the spectacle of society, and not of sensations coming from the physical world.
11. ↑  англ. Thus there is something eternal in religion that is destined to outlive the succession of particular symbols in which religious thought has clothed itself.